# Cabeza del Caballo
Cabeza del Caballo là một đô thị ở tỉnh Salamanca, phía tây Tây Ban Nha, cộng đồng tự trị Castile-Leon. Cabeza del Caballo có cự ly 90 kilômét so với thành phố tỉnh lỵ Salamanca và có dân số 437 người.
Đô thị này nằm ở khu vực có độ cao 732 mét trên mực nước biển.